# Терпеля
Терпеля — река в России, протекает в Татарстане. Бассейн реки Сюнь.
Длина реки 25 км. Протекает по территории Актанышского района. Исток в 4 км к северу от села Улиманово. Течёт на восток по открытой местности через населённые пункты Старое Сафарово, Старое Кадырметьево, Новый Кадермет, Михайловка и впадает в заболоченное озеро в левобережной пойме реки Сюнь.
Сток реки зарегулирован. В нижнем течении образует рукава.
Реку пересекают автодороги М7 (Волга) и Актаныш – Старое Байсарово.
В бассейне реки также расположены посёлки свх. им. Кирова и Терпеле.

## Данные водного реестра
По данным государственного водного реестра России, относится к Камскому бассейновому округу, водохозяйственный участок реки — Белая от города Бирск и до устья, речной подбассейн реки — Белая. Речной бассейн реки — Кама.
Код водного объекта в государственном водном реестре — 10010201612111100026787.